# Валфлориана
Валфлориа̀на (на италиански: Valfloriana) е община в Северна Италия, автономна провинция Тренто, автономен регион Трентино-Южен Тирол. Административен център на общината е село Казата (Casatta), което е разположено на 853 m надморска височина. Населението на общината е 473 души (към 2018 г.).